# Franz Xaver Feuchtmayer der Jüngere

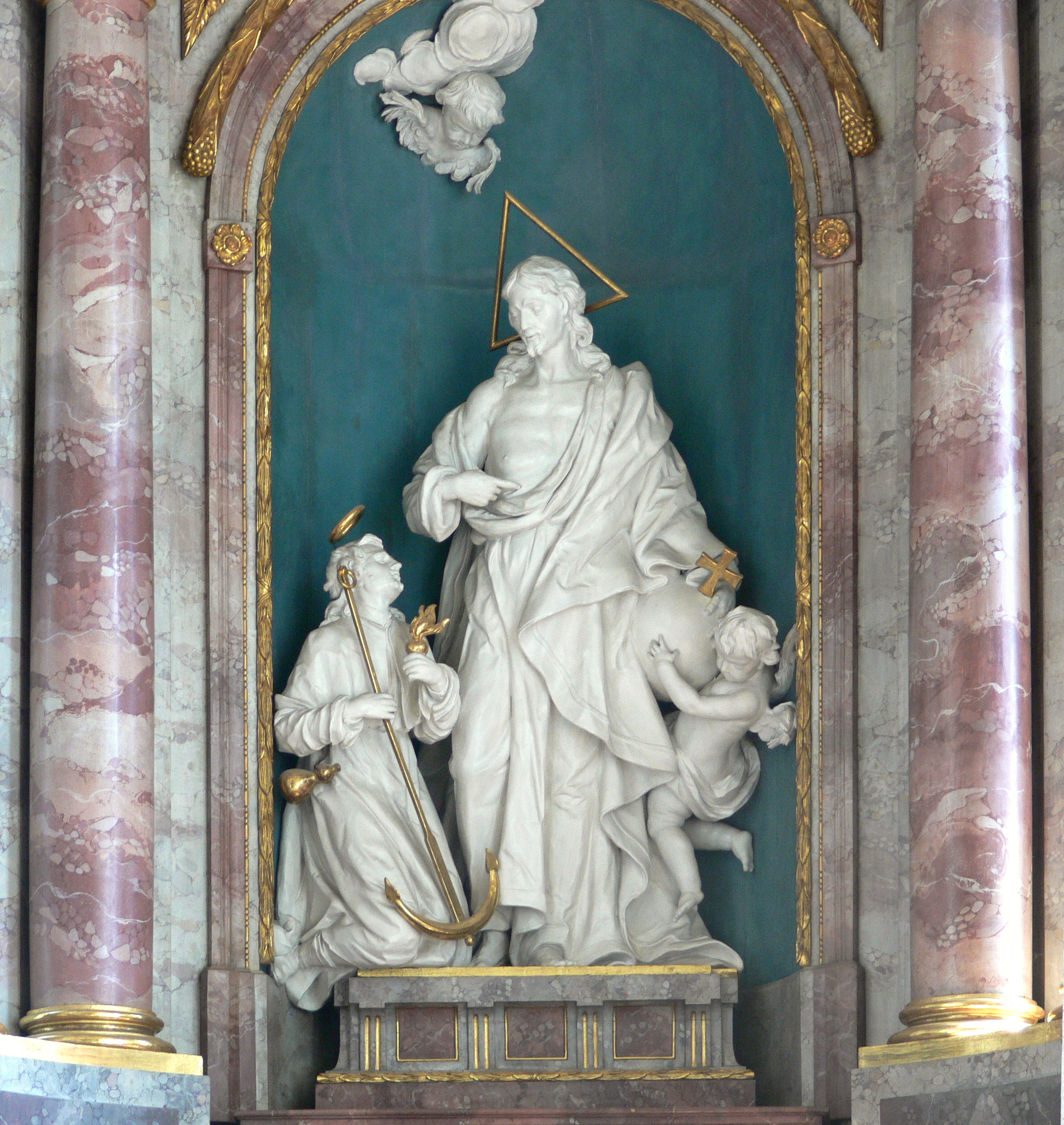
Christus-Pilger-Gruppe am Hochaltar der Pfarrkirche St. Verena in Bad Wurzach

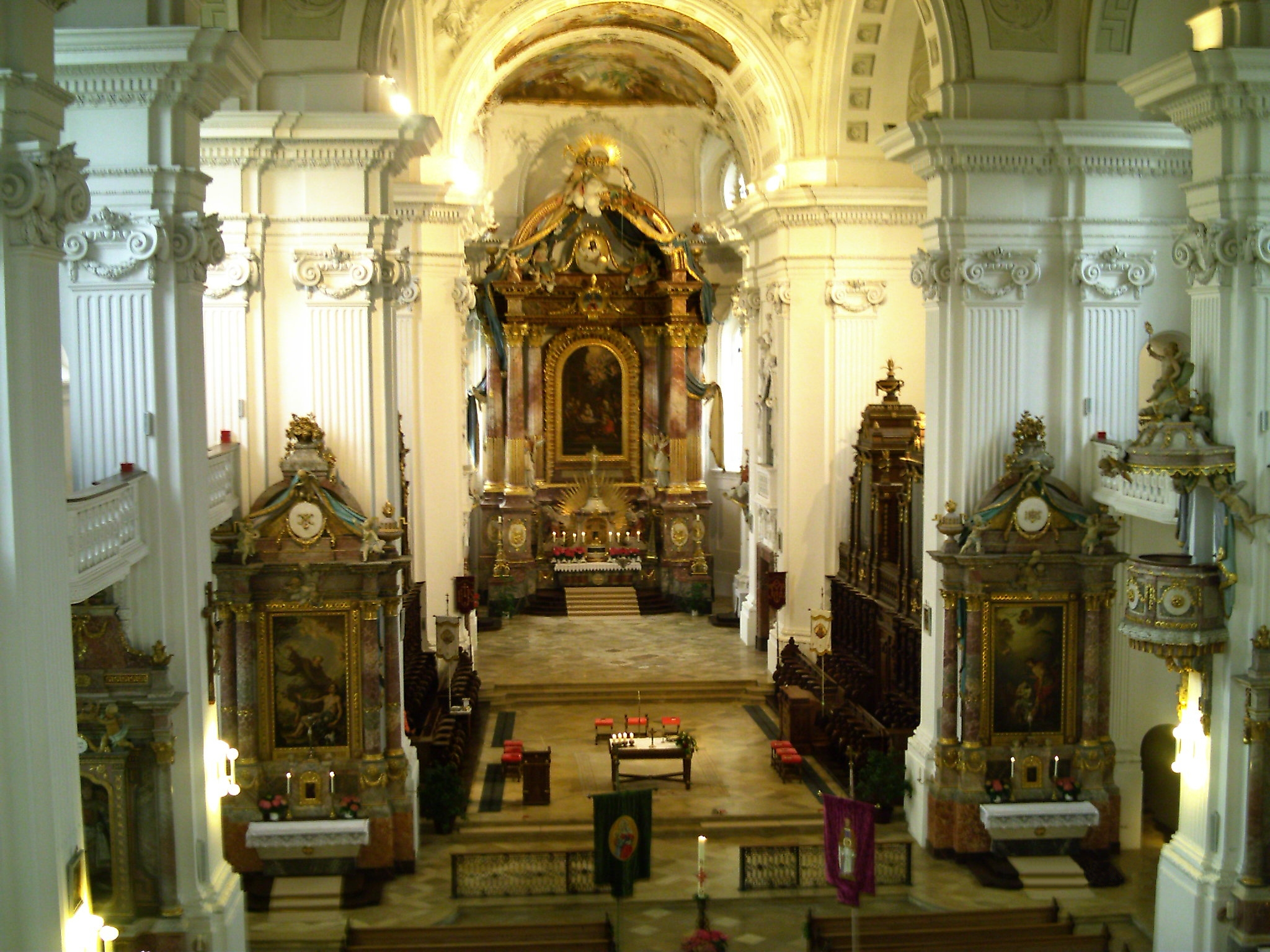
Hochaltar und Seitenaltäre in der Prämonstratenser-Klosterkirche St. Maria und St. Verena in Rot an der Rot

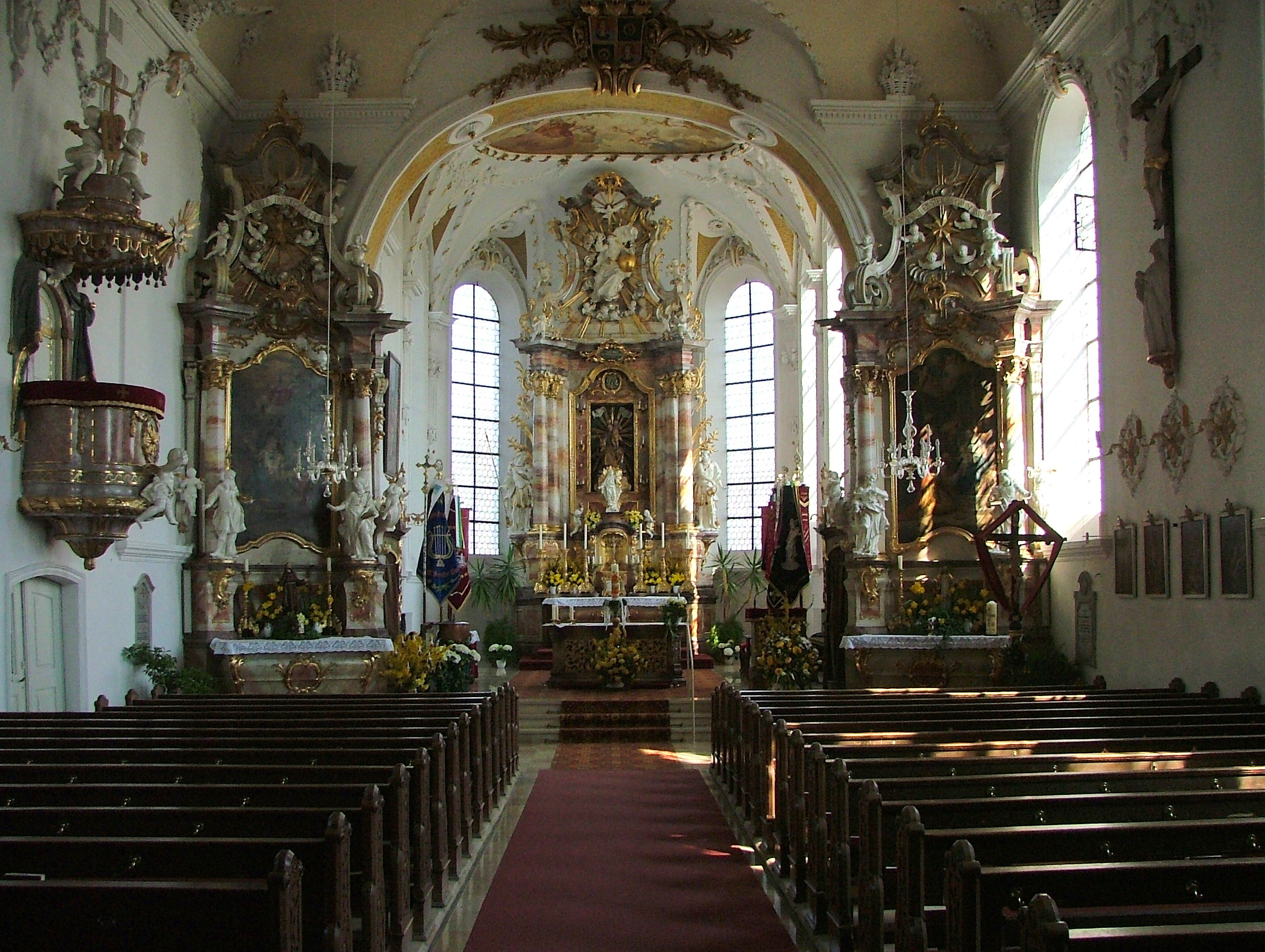
Pfarrkirche St. Georg und Florian, Reicholzried

Franz Xaver Feuchtmayer der Jüngere, auch Feichtmayr und in anderen Schreibweisen (* 17. Oktober 1735 in Augsburg; † 6. Januar 1803 in München) war ein Münchner Hofstuckateur des Spätbarock/Rokoko aus der Wessobrunner Schule. Er war der letzte bekannte Spross der Künstlerfamilie Feuchtmayer, Sohn von Franz Xaver Feuchtmayer dem Älteren (1705–1764). Als Nachfolger von Johann Baptist Zimmermann heiratete er nach dessen Tod seine junge Witwe. Die Hochzeit mit Maria Christina, geb. Mansrieder aus Hall in Tirol fand am 30. Oktober 1758 in St. Peter in München statt. Weil er im Zeitalter des beginnenden Klassizismus zunehmend an Auftragsmangel litt, war er in seinen späten Jahren gezwungen, seinen Lebensunterhalt mit einem Kramerladen zu verdienen.    

## Werke (Auswahl)
- Maria Steinbach, Wallfahrtskirche: Stuckarbeiten
- München, Schloss Nymphenburg: Stuckarbeiten, u. a. im Grünen Saal
- Reicholzried, Pfarrkirche St. Georg und Florian: Stuckarbeiten
- 1755: Dreifaltigkeitskapelle (Großhesselohe): Stuckarbeiten (Zuschreibung)
- 1756: Klosterkirche Neustift in Freising
- 1765/66: St. Josef in Starnberg: vollständige Stuckatur
- 1766/67 Festsaal im Schaezlerpalais in Augsburg
- 1768/72: Loh (Stephansposching), Wallfahrtskirche zum Heiligen Kreuz
- 1774: Stuckaturen in der Pfarrkirche Mariä Heimsuchung, Perchting
- 1784: Bad Wurzach, Pfarrkirche St. Verena: Christus-Pilger-Gruppe im Hochaltar, Heilig-Grab-Christus
- 1784–86: Rot an der Rot, Prämonstratenser-Klosterkirche: Baldachine über dem Hochaltar und einigen Seitenaltären (sein bekanntestes Werk)